# Leda (ギタリスト)
Leda（レダ、男性、1987年〈昭和62年〉6月9日 -　）は、日本のギタリスト、ベーシスト、ソングライター、編曲家。三重県出身。活動初期には別名義のYU-TO （ユート）を名乗った。本名は非公表。

## 経歴
高校生の頃に孝介（後のDEATHGAZEメンバー）らとCrimson Headを結成。
2006年、GRAVE SEEDを結成。
2007年2月、GALNERYUSにYU-TO名義でベーシストとして加入し、GRAVE SEEDと平行して約2年活動。
2008年2月、GRAVE SEEDのメンバーが変更になり、バンド名をDELUHIに改名してデビュー。
2010年11月、楽器メーカーのESPよりシグネイチャーモデルギターを発売。12月、ゴールデンボンバーのライブで「†ザ・Ｖ系っぽい曲†（生）」披露時にゲストとして出演。
2011年3月、GALNERYUSのライブにLeda名義でゲストギタリストとして出演。8月、DELUHIが活動終了。10月から11月にかけて、ロックミュージカル「ROCK OF AGES」の日本公演にギタリストとして出演。
2012年9月、元DELUHIのSujk、LOKAのKihiroらとソロプロジェクトであるUNDIVIDEを立ち上げ、約半年間活動。
2013年2月、BABYMETALのツアーギタリストとして参加し、以降も活動。4月、「KAWAii!! MATSURi」にてT.M.Revolutionのステージに出演。7月、DAIGO☆STARDUSTの復活ライブでギタリストとして出演し、以降もサポートとして活動。10月、VAMPS主催の「HALLOWEEN PARTY 2013」にAcid Black Halloweenの一員として参加。
2014年9月、大村孝佳のデビュー10周年記念ライブにゲストとして参加。10月、Sound Horizonのライブイベント「10周年祝賀祭」にバンドメンバーとして参加。
2015年1月、元DELUHIのSujkらとFar East Dizainを結成。
2016年4月、UROBOROSのワンマンライブにサポートとして参加。6月、luzのワンマンライブツアーに参加し、以降もツアーメンバーとして活動。9月、鈴華ゆう子のライブにサポートとして参加し、以降も活動。12月、ギターイベント「Legend Guitarist 〜Electric Star〜」にギタリストとして出演。
2018年3月、スウェーデンの楽器メーカーストランドバーグより、日本人としては初となるシグネチャモデルギターを発売。12月、上木彩矢とMIYAKO（LOVEBITES）のユニットSONIC LOVER RECKLESSのライブにサポートとして参加。
2019年6月、Far East Dizainが活動終了。8月、IKUOのライブツアーにサポートとして参加し、以降も活動。9月、ソロ活動を開始。10月、SHIN（元ViViD）とツーマンライブを開催。

## 人物
14歳の頃からギターを始める。当時、19とゆずの大ファンであったこともあり、最初はアコースティック・ギターから入っていった。その後、しばらくして友人にXを聴かせてもらい、そこからはhideやLUNA SEAなどを聴き始め、更に激しい音楽が聴きたくなり、メタリカやオジー・オズボーンを聴き始めてヘヴィメタルに傾倒していった。高校生になるとバンドを組み、その後に定時制へ転入、アルバイトや派遣で働きながらバンド活動をメインとした生活を続け、18歳になるとプロギタリストとしてデビューする。
共感できる日本のロックバンドにgirugameshやlynch.、好きな日本のロックバンドにはabingdon boys schoolやONE OK ROCKを挙げている。
メインギターをストランドバーグのものに変更してからは、これまでやっていなかったギターインストにも興味を持つようになり、その際に影響を受けたギタリストとしてヌーノ・ベッテンコート（エクストリーム）やジョー・サトリアーニ（チキンフット）、ガスリー・ゴーヴァンを挙げている。

## 使用機材
ギター
- ESP Cygnus
過去に使用していたシグネチャモデル。ボディはマホガニーで、導管が見える独特の塗装で仕上げられているのが特徴。ネックはハードメイプル、ローズウッド指板の22フレット仕様で、デタッチャブル方式でボディにジョイントされている。ヘッドにはSNAPPERに採用されているCTシステムを取り入れており、各弦のテンションバランスが良好に保たれている。また、ピックアップはネック側にセイモア・ダンカンの「SPH90-1 Phat Cat」、ブリッジ側にはビル・ローレンスの「L-500」を搭載し、ブリッジはチューンマティックタイプとストップテールピースを採用している。[1]
- Navigetor N-FV Leda CTM
- ESP Horizon-II NT Leda CTM
- ESP Arrow Leda CTM
- EDWARDS E-EX-92D Leda CTM
- EDWARDS E-LP-92SD Leda CTM
- Strandberg Sweden Custom Shop Boden 8
- Strandberg Boden J8
- Strandberg LEDA 8
- Strandberg LEDA 7
日本製のJカスタムシリーズを基に製作されたシグネイチャーモデル（7弦仕様）。ボディトップはポプラ・バールで、ボディバックにはソリッドのアオダモ（ジャパニーズ・アッシュ）を採用。ネックはパープルハート・フィルを備えたローズウッド、14R指板を採用している。ピックアップにはベア・ナックルの「Aftermath」を2基搭載し、ブラッシュドゴールドカバードでデザインされている。[15]
- Strandberg USA Boden 8
- Strandberg J-Custom 8 Prototype
- Strandberg LEDA 8 Prototype
- Strandberg Boden 7 Custom Oder
- Strandberg Verberg 7st
- Strandberg Verberg 6st

## ディスコグラフィー

### バンド作品
- 第2期GALNERYUSの作品に参加

- DELUHIの全作品に参加

- UNDIVIDEの全作品に参加
- Far East Dizainの全作品に参加

### ソロ作品

#### 映像作品
| 発売日        | タイトル   | 出版社                                 | 規格 | 品番                   | 備考          |
| ------------- | ---------- | -------------------------------------- | ---- | ---------------------- | ------------- |
| 2011年7月1日  | VANDALICKS | シンコーミュージック・エンタテイメント | DVD  | ISBN 978-4-401-53008-3 | ギター教則DVD |
| 2012年10月1日 | Cygnushred | シンコーミュージック・エンタテイメント | DVD  | ISBN 978-4-401-53009-0 | ギター教則DVD |

## 参加作品
※タイトルの『』はアルバム、「」はシングル
| 発売日         | アーティスト            | タイトル                                                                 | 参加楽曲                         | 備考                                               |
| -------------- | ----------------------- | ------------------------------------------------------------------------ | -------------------------------- | -------------------------------------------------- |
| 2010年3月14日  | SOUND HOLIC             | 『Metallical Astronomy』                                                 | Satellite XXX                    | ギターを担当                                       |
| 2010年3月14日  | SOUND HOLIC             | 『Metallical Astronomy』                                                 | Scarlet Desire                   | ギターを担当                                       |
| 2010年9月29日  | Syu                     | 『CRYING STARS -STAND PROUD!-』                                          | Street Lethal                    | ギターを担当                                       |
| 2010年10月6日  | ゴールデンボンバー      | 「また君に番号を聞けなかった」                                           | †ザ・V系っぽい曲† (生)           | ギターを担当                                       |
| 2011年12月7日  | Sujk                    | 『ARKHELISM』                                                            | Doll                             | ギター、ベースを担当                               |
| 2013年6月26日  | Sujk                    | 『ARKHELISM 2』                                                          | Where I Stand                    | 作詞、作曲、ギター、ベースを担当                   |
| 2013年10月2日  | V.A.                    | 『V-ANIME ROCKS evolution』                                              | THE MEANING OF TRUTH             | 編曲、ギター、ベースを担当                         |
| 2014年2月26日  | IKUO                    | 『R.E.D. ZONE』                                                          | OVERLAP                          | ギターを担当                                       |
| 2014年2月26日  | IKUO                    | 『R.E.D. ZONE』                                                          | UNI-ZONE                         | ギターを担当                                       |
| 2014年2月26日  | BABYMETAL               | 『BABYMETAL』                                                            | 紅月 -アカツキ-                  | ギター、ベースを担当                               |
| 2014年2月26日  | BABYMETAL               | 『BABYMETAL』                                                            | イジメ、ダメ、ゼッタイ           | ギター、ベースを担当                               |
| 2014年4月9日   | 喜多村英梨              | 『証×明 -SHOMEI-』                                                       | 証×炎 -SHOEN-                    | 編曲、ギター、ベース、三味線、プログラミングを担当 |
| 2014年4月9日   | 喜多村英梨              | 『証×明 -SHOMEI-』                                                       | Nonfictionista                   | 作曲、編曲、ギターを担当                           |
| 2014年4月9日   | V.A.                    | 『SADS RESPECT ALBUM『M』』                                              | Gentle Darkness                  | ギターを担当                                       |
| 2014年5月14日  | 喜多村英梨              | 「掌 -show-」                                                            | Greedy;(cry)                     | ギターを担当                                       |
| 2014年6月18日  | Hey! Say! JUMP          | 『smart』                                                                | コンパスローズ                   | ギターを担当                                       |
| 2014年10月1日  | Sound Horizon           | 「ヴァニシング・スターライト」                                           | 全曲                             | ギターを担当                                       |
| 2014年10月8日  | TRIGGAH                 | 『SACRIFEAR』                                                            | 全曲                             | 編曲、ベースを担当                                 |
| 2015年2月25日  | Acid Black Cherry       | 『L-エル-』                                                              | versus G                         | ギターを担当                                       |
| 2015年4月22日  | Sound Horizon           | 『Nein』                                                                 | 愛という名の咎                   | ギターを担当                                       |
| 2015年4月22日  | プラズマジカ            | 「青春はNon-Stop!」                                                      | Close to you                     | ギター、ベースを担当                               |
| 2015年5月13日  | プラズマジカ            | 「Have a nice MUSIC!!」                                                  | Have a nice MUSIC!!              | ギターを担当                                       |
| 2015年6月3日   | プラズマジカ            | 「迷宮DESTINY/流星ドリームライン」                                       | 迷宮DESTINY                      | 編曲、ギター、ベースを担当                         |
| 2015年6月3日   | プラズマジカ            | 「迷宮DESTINY/流星ドリームライン」                                       | 流星ドリームライン               | ギターを担当                                       |
| 2015年6月27日  | Linked Horizon          | 「自由の代償 [劇場版Size]」                                              | 自由の代償 [劇場版Size]          | ギターを担当 ※配信限定楽曲                         |
| 2015年9月9日   | UROBOROS                | 『ANOTHER ARK』                                                          | Black Swallowtail                | ギターを担当                                       |
| 2015年9月9日   | UROBOROS                | 『ANOTHER ARK』                                                          | Red Moon                         | ギターを担当                                       |
| 2015年9月9日   | UROBOROS                | 『ANOTHER ARK』                                                          | IGHISI                           | ギターを担当                                       |
| 2015年9月9日   | UROBOROS                | 『ANOTHER ARK』                                                          | Luminous                         | ギターを担当                                       |
| 2016年4月1日   | BABYMETAL               | 『METAL RESISTANCE』                                                     | Road of Resistance               | ベースを担当                                       |
| 2016年4月1日   | BABYMETAL               | 『METAL RESISTANCE』                                                     | Amore - 蒼星 -                   | ギター、ベースを担当                               |
| 2016年4月1日   | BABYMETAL               | 『METAL RESISTANCE』                                                     | NO RAIN, NO RAINBOW              | 編曲、ギター、ベースを担当                         |
| 2016年4月20日  | UROBOROS                | 『ZODIAC』                                                               | Infection                        | ギターを担当                                       |
| 2016年8月17日  | 黒崎真音 feat.TRUSTRICK | 「DEAD OR LIE」                                                          | DEAD OR LIE                      | ギターアレンジ、ギターを担当                       |
| 2016年8月17日  | シンガンクリムゾンズ    | 「Break up all this World」                                              | Break up all this World          | ギターを担当                                       |
| 2016年8月17日  | シンガンクリムゾンズ    | 「Break up all this World」                                              | NeoN                             | 作曲を担当                                         |
| 2016年10月19日 | 摩天楼オペラ            | 『PHOENIX RISING』                                                       | 全曲                             | ギターを担当                                       |
| 2016年11月9日  | AKINO with bless4       | 「cross the line」                                                       | cross the line                   | ギターを担当、MVにも出演                           |
| 2016年11月9日  | Amatelast               | 「Cadenza」                                                              | Cadenza                          | 作詞、作曲、編曲を担当                             |
| 2016年11月23日 | 鈴華ゆう子              | 『CRADLE OF ETERNITY』                                                   | 永世のクレイドル                 | ギターを担当、MVにも出演                           |
| 2016年11月30日 | プラズマジカ            | 「プラズマism/絆エターナル」                                             | 絆エターナル                     | 編曲を担当                                         |
| 2017年1月25日  | Acid Black Cherry       | 『Recreation 4』                                                         | フライングゲット                 | ギター、シンセサイザーを担当                       |
| 2017年6月21日  | Acid Black Cherry       | 『Acid BLOOD Cherry』                                                    | Forbidden Bells                  | 作詞、作曲、編曲を担当                             |
| 2017年6月28日  | luz                     | 「Reflexión」                                                            | DISORDER                         | 作詞、作曲、編曲を担当                             |
| 2017年7月19日  | Q-pitch                 | 『Q-pitchでGO!!』                                                        | Q-pitchでGO!! ～自己紹介の歌～   | ギターを担当                                       |
| 2017年7月24日  | IKUO                    | 『Easy come, easy core!!』                                               | 全12曲中11曲                     | ギターを担当、MVにも出演                           |
| 2018年1月31日  | ASAGI                   | 『斑』                                                                   | 鬼眼羅                           | ギターを担当                                       |
| 2018年6月20日  | luz                     | 「SISTER」                                                               | M.B.S.G. feat.武瑠（sleepyhead） | 作曲、編曲を担当、MVにも出演                       |
| 2018年8月1日   | アンティーカ            | 「THE IDOLM@STER SHINY COLORS BRILLI@NT WING 03 バベルシティ・グレイス」 | 幻惑SILHOUETTE                   | ギター、ベースを担当                               |
| 2018年9月12日  | 崎山つばさ              | 「Crescent Moon」                                                        | Crescent Moon                    | ギターを担当                                       |
| 2019年5月17日  | ゴスペラーズ            | 「抱きしめて」                                                           | 抱きしめて                       | ギターを担当 ※配信限定楽曲                         |
| 2019年9月23日  | FRUITPOCHETTE           | 「月兎-Disappear-」                                                      | 月兎-Disappear-                  | ギターソロを担当                                   |
| 2019年10月11日 | BABYMETAL               | 『METAL GALAXY』                                                         | Arkadia                          | ギター、ベースを担当                               |

### その他
非売品
- SHOW BY ROCK!!
  - TVアニメ「SHOW BY ROCK!!」BD 第1巻（特典CD）クロウ「Red Addiction」作曲、編曲、ギター、ベースを担当
  - TVアニメ「SHOW BY ROCK!!」BD 第4巻（特典CD）ロム「The real reason」編曲、ギター、ベースを担当
  - 「SHOW BY ROCK!!」CD（アニメイト全巻購入特典CD）シンガンクリムゾンズ「FLARE」作詞、作曲、編曲、ギター、ベースを担当
  - 「SHOW BY ROCK!!」BD（ゲーマーズ全巻購入特典CD）プラズマジカ「ツバサメロディー」作曲、編曲、ギター、ベースを担当
  - 舞台「SHOW BY ROCK!! MUSICAL〜唱え家畜共ッ！深紅色の堕天革命黙示録ッ!!〜」DVD（特典音楽CD）主題歌「VERSES」編曲を担当